# 우저우시
우저우(오주, 중국어: 梧州, 병음: Wúzhōu, 좡어:Ngouzcouh)는 중화인민공화국 광시 좡족 자치구의 지급시이다.

## 역사
전한 때인 기원전 111년, 오군(梧郡)이 설치되었다. 621년에 당나라는 오주(梧州)를 설치했다. 1927년에 우저우시 정부가 성립하였다.

## 지리
광시 좡족 자치구의 동부에 위치하고 광둥성과 접한다. 계강과 심강이 합류하여 서강이 되는 곳에 위치하며 광시 전체 유수량의 85%가 우저우를 통과한다.
우저우는 열대/아열대 계절풍 기후이다. 북회귀선이 시를 이등분한다. 연평균 기온은 21.1 °C이고 1월 평균기온은 11.9°C이고 7월 평균기온은 28.9°C이다. 연평균 강수량은 1503.6mm이고 연일조시간은 1915시간이다.
| 우저우시의 기후                                               | 우저우시의 기후 | 우저우시의 기후 | 우저우시의 기후 | 우저우시의 기후 | 우저우시의 기후 | 우저우시의 기후 | 우저우시의 기후 | 우저우시의 기후 | 우저우시의 기후 | 우저우시의 기후 | 우저우시의 기후 | 우저우시의 기후 | 우저우시의 기후 |
| 월                                                            | 1월             | 2월             | 3월             | 4월             | 5월             | 6월             | 7월             | 8월             | 9월             | 10월            | 11월            | 12월            | 연간            |
| ------------------------------------------------------------- | --------------- | --------------- | --------------- | --------------- | --------------- | --------------- | --------------- | --------------- | --------------- | --------------- | --------------- | --------------- | --------------- |
| 역대 최고 기온 °C (°F)                                        | 29.4 (84.9)     | 32.8 (91.0)     | 34.3 (93.7)     | 35.8 (96.4)     | 36.8 (98.2)     | 37.7 (99.9)     | 39.7 (103.5)    | 39.1 (102.4)    | 38.6 (101.5)    | 36.4 (97.5)     | 33.4 (92.1)     | 29.5 (85.1)     | 39.7 (103.5)    |
| 일평균 최고 기온 °C (°F)                                      | 17.0 (62.6)     | 18.9 (66.0)     | 21.4 (70.5)     | 26.4 (79.5)     | 30.3 (86.5)     | 32.3 (90.1)     | 33.5 (92.3)     | 33.4 (92.1)     | 32.0 (89.6)     | 28.9 (84.0)     | 24.4 (75.9)     | 19.3 (66.7)     | 26.5 (79.7)     |
| 일일 평균 기온 °C (°F)                                        | 12.3 (54.1)     | 14.3 (57.7)     | 17.1 (62.8)     | 21.9 (71.4)     | 25.4 (77.7)     | 27.3 (81.1)     | 28.3 (82.9)     | 28.1 (82.6)     | 26.7 (80.1)     | 23.5 (74.3)     | 18.8 (65.8)     | 13.9 (57.0)     | 21.5 (70.6)     |
| 일평균 최저 기온 °C (°F)                                      | 9.0 (48.2)      | 11.0 (51.8)     | 14.1 (57.4)     | 18.7 (65.7)     | 22.0 (71.6)     | 24.2 (75.6)     | 24.9 (76.8)     | 24.7 (76.5)     | 23.2 (73.8)     | 19.5 (67.1)     | 14.9 (58.8)     | 10.1 (50.2)     | 18.0 (64.5)     |
| 역대 최저 기온 °C (°F)                                        | −0.2 (31.6)     | 0.5 (32.9)      | 1.7 (35.1)      | 7.1 (44.8)      | 13.0 (55.4)     | 17.1 (62.8)     | 20.3 (68.5)     | 20.7 (69.3)     | 14.8 (58.6)     | 8.9 (48.0)      | 2.8 (37.0)      | −1.5 (29.3)     | −1.5 (29.3)     |
| 평균 강수량 mm (인치)                                         | 59.5 (2.34)     | 53.3 (2.10)     | 105.6 (4.16)    | 157.1 (6.19)    | 230.5 (9.07)    | 263.0 (10.35)   | 192.1 (7.56)    | 183.5 (7.22)    | 104.0 (4.09)    | 44.2 (1.74)     | 50.7 (2.00)     | 39.0 (1.54)     | 1,482.5 (58.36) |
| 평균 강수일수 (≥ 0.1 mm)                                      | 9.3             | 9.9             | 14.8            | 15.2            | 18.5            | 19.4            | 16.7            | 15.8            | 10.5            | 5.2             | 6.6             | 7.2             | 149.1           |
| 평균 강설일수                                                 | 0.1             | 0               | 0               | 0               | 0               | 0               | 0               | 0               | 0               | 0               | 0               | 0               | 0.1             |
| 평균 상대 습도 (%)                                            | 75              | 77              | 82              | 82              | 82              | 84              | 81              | 81              | 78              | 73              | 73              | 71              | 78              |
| 평균 월간 일조시간                                            | 92.7            | 75.5            | 61.6            | 92.3            | 139.6           | 160.2           | 213.8           | 204.7           | 187.7           | 192.9           | 158.0           | 137.2           | 1,716.2         |
| 가능 일조율                                                   | 27              | 23              | 17              | 24              | 34              | 40              | 52              | 51              | 51              | 54              | 48              | 42              | 39              |
| 출처: 중국기상국 (평년값: 1991년~2020년, 극값: 1981년~2010년) |                 |                 |                 |                 |                 |                 |                 |                 |                 |                 |                 |                 |                 |

## 경제
우저우에서 생산되는 농산품으로 우저우 밀조(梧州蜜枣)가 있다. 구령고 젤리 또한 "우저우의 진미"로 묘사된다.

## 관광
광시의 다른 지역처럼 류저우 주변의 풍경도 완만한 언덕과 산봉우리, 동굴과 카르스트 풍경이 혼재되어있다. 이것은 이 지역의 소수민족 마을을 탐험하기에 이상적인 토대가 된다.

## 주민
우세한 민족은 한족이나 좡족, 야오족, 객가인도 거주한다. 우저우는 전통적으로 광둥인의 문화 및 언어 지역에 속했으며 따라서 대부분의 사람들이 광둥어를 사용한다.

## 교통

### 철도
- 뤄잔 철도

### 도로
- 난우 고속도로
- 207번 국도
- 321번 국도

### 공항
- 우저우 공항

## 행정 구역

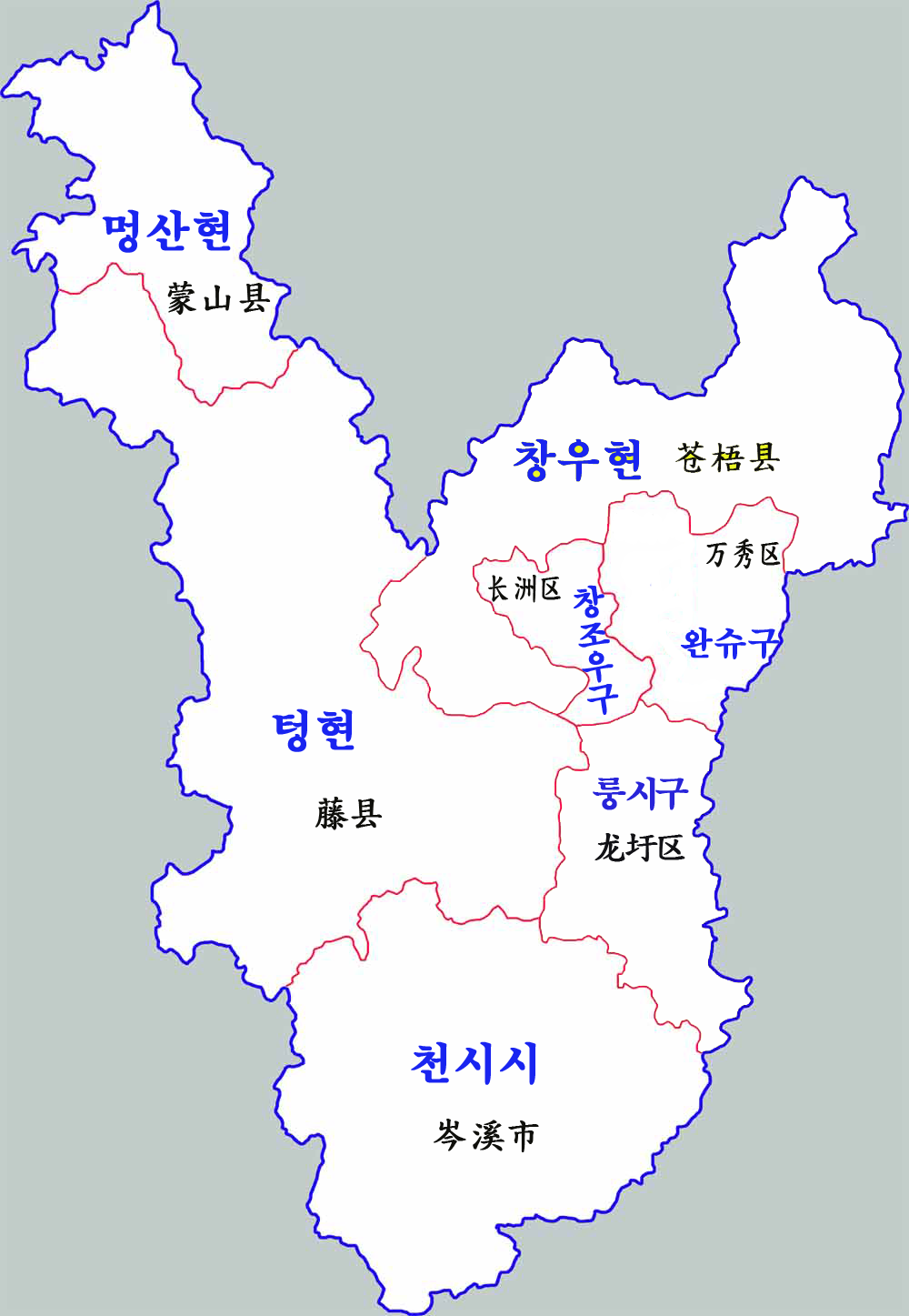
우저우시 현급구역

3개 시할구, 1개 현급시, 3개 현을 관할한다.
시할구
- 창저우구(长洲区)
- 완슈구(万秀区)
- 룽쉬구(龙圩区)

현급시
- 천시시(岑溪市)

현
- 창우현(苍梧县)
- 텅현(藤县)
- 멍산현(蒙山县)